# William Foxwell Albright
William Foxwell Albright, född 24 maj 1891, död 19 september 1971, var en amerikansk orientalist och bibelarkeolog.
Albright var professor i semitiska språk vid Johns Hopkins University 1927-58. Han företog en rad arkeologiska utgrävningar, och under hans ledning 1920-29 och 1933-36 utvecklades The American School of Oriental Research i Jerusalem till en ledande bibelarkeologisk institution. Albright var angelägen om att låta de arkeologiska resultaten och det exegetiska arbetet med de bibliska skrifterna ömsesidigt belysa varandra. I dateringsfrågor och historiska bedömningar var han konservativ. Av hans arbeten finns i svensk översättning Palestinas arkeologi (1959) och Från stenåldern till kristendomen (1969).